# Riu Pennefather
El riu Pennefather és un riu que es troba a l'oest de la península del Cap York, a l'extrem nord de Queensland, Austràlia.

## Geografia
Està format per la confluència de diversos cursos d'aigua, incloent el Fish Creek a les zones humides de l'estuari de Port Musgrave Aggregation. El riu flueix cap a l'oest, unit pel Turtle Creek pel nord i el Dingo Creek pel sud, abans de desembocar al golf de Carpentària, al sud de Mapoon. El riu descendeix 1 metre al llarg dels seus 11 quilòmetres de curs. En el seu punt més ample, el riu té una amplada d'uns 2 quilòmetres. El riu té una conca de 3.009 quilòmetres quadrats, dels quals 349 quilòmetres quadrats comprenen zones humides.

## Història
La desembocadura del riu va ser el lloc on es va realitzar el primer contacte documentat a Austràlia, el 1606, per l'explorador holandès Willem Janszoon. Janszoon el va anomenar "R. met het Bosch".
El 1802 l'explorador britànic Matthew Flinders va confondre el riu amb el riu Coen, que havia estat nomenat per l'explorador holandès Jan Carstensz el 1623 (ara riu Archer), de manera que el riu Bosch / Pennefather va rebre el nom de riu Coen en mapes del segle xix. El 1880 el capità Charles Edward de Fonblanque Pennefather va establir que hi havia dos rius Coen, i el 1894 les autoritats de Queensland van donar el seu nom al riu, tot i que la Carta de l'Almirallat Britànic del Golf de Carpentària va mantenir el nom de riu Coen fins al 1967.